# Mellicta philomena
Mellicta philomena är en fjärilsart som beskrevs av Hans Fruhstorfer 1923. Mellicta philomena ingår i släktet Mellicta och familjen praktfjärilar. Inga underarter finns listade i Catalogue of Life.